# Paul Leenhouts
Paul Leenhouts (1957) è un compositore olandese.

## Biografia
Paul Leenhouts studiò musica al Sweelinck Conservatory ad Amsterdam. Nel 1978 fondò, assieme ad altri suoi colleghi di corso, il Loeki Stardust Quartet nella formazione del quale rimase fino al 2001. Egli è un compositore, arrangiatore di diversi lavori per flauto dolce. Nel 1986 diede l'avvio al Open Holland Recorder Festival a  Utrecht e dal 1990 è direttore dell'International Baroque Institute di Boston. 
Ha insegnato flauto dolce presso lo Sweelinck Conservatory e tiene corsi di perfezionamento  e master class in diversi paesi. Il suo interesse per la musica del rinascimento lo ha portato a collaborare con diversi ensemble di flauti dolci.